# Günter Caspar
Günter Caspar (* 6. August 1924 in Berlin; † 8. Juli 1999 in Berlin) war Cheflektor des Aufbau Verlages.

## Leben
Caspar beantragte am 4. Juni 1943 die Aufnahme in die NSDAP und wurde rückwirkend zum 20. April desselben Jahres aufgenommen (Mitgliedsnummer 9.623.084). Er wurde 1942 zur Wehrmacht eingezogen und war 1944 bis 1948 in britischer und amerikanischer Kriegsgefangenschaft. 1948 trat er der SED bei und begann ein Geschichtsstudium in Berlin. 1949 arbeitete er als Journalist für die "Tägliche Rundschau" und 1950 bis 1955 als Redakteur und Autor der von Bodo Uhse geleiteten Monatszeitschrift "Aufbau". 
Ab 1955 war er Lektor, ab 1956 amtierender Cheflektor und ab 1963 Leiter des Lektorats "Zeitgenössische deutsche Literatur" beim Aufbau Verlag. In dieser Funktion war er ein maßgeblicher Förderer der DDR-Literatur. 
Neben seiner Herausgebertätigkeit – er betreute u. a. 1962 bis 1987 die zehnbändige Ausgabe der Ausgewählten Werke Hans Falladas und 1974 bis 1983 die sechsbändige Ausgabe der Gesammelten Werke Bodo Uhses – schrieb er zahlreiche Nachworte und wirkte als Publizist und Kritiker, insbesondere unter dem Pseudonym Kaspar Borz für die Zeitschrift "Die Weltbühne".
Caspar wurde 1971 mit der Wilhelm-Bracke-Medaille und im Verlagskollektiv mit dem Nationalpreis ausgezeichnet.

## Schriften
- (als Herausgeber): Du Welt im Licht. J. W. Stalin im Werk deutscher Schriftsteller, Berlin 1954.
- Im Umgang. Zwölf Autoren-Konterfeis und eine Paraphrase, Berlin, Weimar 1984.
- Fallada-Studien, Berlin, Weimar 1988.
- Kaspar Borz. Ansichten eines Bücherfressers, Berlin 1988.